# Masia del Vicenç
La Masia del Vicenç és una obra de Cervera (Segarra) protegida com a Bé Cultural d'Interès Local.

## Descripció
Edifici principal rectangular amb planta baixa i dos pisos, de notables dimensions (21 x 9 m en planta) i amb diverses edificacions annexes d'anterior ús agrícola i ramader, juntament amb l'antiga pallissa.